# 신탁통치 오보사건

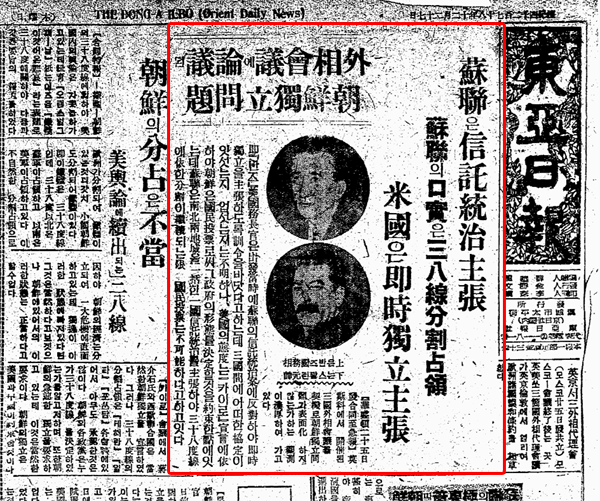
1945년 12월 27일자 동아일보에 실린 1면 기사. 기사 내용에는 '외상회의에 논의된 조선독립문제- 소련은 신탁통치주장, 소련의 구실은 38선 분할 점령, 미국은 즉시독립주장'이라 쓰여있다.

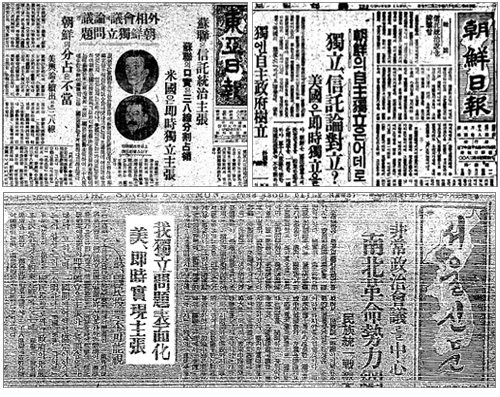
같은 12월 27일에 조선일보와 서울신문도 동아일보와 같은 내용의 기사를 내보냈다.

신탁통치 오보사건(信託統治誤報事件)은 모스크바 삼상회의가 끝난 1945년 12월 27일, 동아일보가 "소련이 신탁통치를 주장하고 미국은 한국의 즉시 독립을 주장한다"는 내용의 잘못된 보도를 내보낸 사건이다. 이 오보로 인하여 한반도에서는 찬탁파와 반탁파의 갈등이 폭발하게 되었으며, 오보의 영향은 한반도 분단으로까지 이어지게 되었다.
이 사건의 맥락을 정확하게 파악하려면 당시 찬탁과 반탁의 정치적 상황을 잘 이해하여야 한다. 당시 신탁은 임시조선민주정부 수립을 목적으로 한 후견통치로서 제안되었으며 인민공화국 하의 통일론자(좌익)들은 찬성을 하고 있었고 반공주의 진영(우익)은 공산화를 우려하여 반대하고 있는 상황이었다. 오보사건 이후 우익 진영 내에서 신탁통치가 소련의 한반도 장악을 의미한다는 사고가 확산되며 신탁 통치 반대 운동이 본격화되었으나, 사실 신탁통치안은 원래 미국이 제시한 것으로 소련은 이에 반대하여 즉시 독립을 주장하다가 합의를 거쳐 동의한 것이다.
동아일보의 오보라는 기사는 사실은 미국의 UP 및 AP 통신 등이 타전한 뉴스를 받아 쓴 것으로, 같은 날 신조선보(新朝鮮報), 중앙신문(中央新聞) 및 조선일보와 서울신문 등 다른 신문들도 같은 내용의 기사를 실었으므로 동아일보만의 오보가 아니라 신탁통치가 38선 중심의 분할점령이라는 인식을 심어주어 국민들에게 반소 반공의 분위기를 조성하려는 의도가 있었다는 추정도 있다.
초기에는 신탁통치를 식민지 연장으로 받아들인 좌우 세력이 모두 반탁을 주장하였으나, 좌익은 1945년 말까지 반탁을 주장하다가 신탁통치가 후견통치라는 것과 분단을 막을 수 있는 유일한 방법이라고 인식하여 1946.01.02에 신탁통치 총체적 지지를 선언하였다. 이후 우익은 반탁 고수, 좌익은 찬탁으로 선회하여 신탁통치에 대해 좌우가 상호 반대입장을 취하게 되었던 것이다.

## 같이 보기
- 신탁 통치 반대 운동